# Sponton

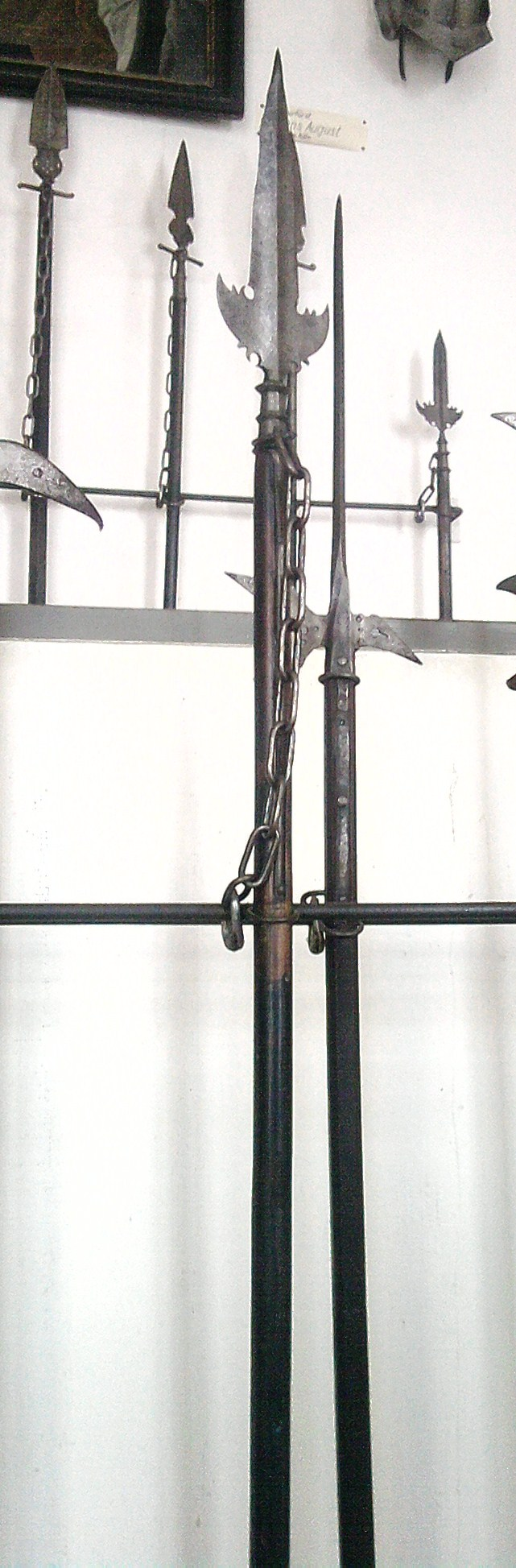
Oben im Bild Spontons in der Burg Meersburg

Sponton (Esponton, französisch), eine Halbpike nach Art der Hellebarde, wurde bis zu Anfang des 19. Jahrhunderts von den Offizieren der Infanterie neben dem Degen als Paradewaffe geführt.
Der Sponton war im ausgehenden 17. und 18. Jahrhundert in fast allen europäischen Heeren verbreitet und ging vermutlich über die Partisane aus der Saufeder (Knebelspieß) hervor. Er galt auch als Standeszeichen der Infanterieoffiziere. Für das Handhaben des Sponton gab es feste Regeln; so gehörte zu den Handgriffen der Offiziere mit dieser Dienstwaffe stets das Salutieren, d. h. das Grüßen mit dem Sponton. Ein solcher Gruß stand besichtigenden und kommandierenden Generalen und Souveränen zu. Bei der Aufstellung zur Parade (Revue) hatte der Offizier das Sponton bei Fuß, also mit ausgestrecktem Arm gehalten am Boden stehend, wie es z. B. auf dem Bild Die Revue der kurhannoverschen Armee 1735, ausgestellt im Wehrgeschichtlichen Museum Rastatt, zu sehen ist.
Für die Schlagkraft einer Truppe war es sehr wichtig, dass eine Formation exakt eingehalten wurde, dass man möglichst schnell von der Kolonnenformation in Linie übergehen konnte. Diese Bewegungen erfolgten häufig unter Beschuss und im Pulverdampf. Unter diesen Bedingungen waren die langen Spontons hilfreich. Mit dem Sponton hat man notfalls auch die Linie in Ordnung gebracht, indem man sich mit quergelegtem Sponton hinter die Soldaten stellte, wenn diese begannen nach hinten zu weichen. Deshalb stand der Spontonträger üblicherweise hinter der Schützenlinie.
In Preußen wurde der Sponton unter König Friedrich I. eingeführt. Seine Verwendung verschwand mit der Abschaffung aller Stangenwaffen im Jahr 1807 aus der Preußischen Armee.
Esponton wurde auch eine kurze Pike genannt, die auf Schiffen beim Entern zum Einsatz kam.
Zur Zeit der Kolonialkriege in Amerika kam der Espontoo ebenfalls zur Signalgebung in Spielmannszügen zum Einsatz.